# American Economic Journal Applied Economics
L'American Economic Journal: Applied Economics est une revue d'économie éditée par l'American Economic Association consacrée à l'économie appliquée.